# Paghjella
La paghjella è un canto polifonico tradizionale della Corsica cantato in genere da voci maschili che sono distinte in tre tipi: U bassu, A seconda, A terza.
Il 1º ottobre 2009 la Paghjella è stato iscritto ai Patrimoni orali e immateriali dell'umanità dall'UNESCO riunita a Abu Dhabi (Emirati Arabi Uniti).

## Esempi

### Tradizionale del Bozio
À vede lu da luntanu

Pianellu mi pare un forte

Tuttu cintu à muraglioni

Per entre ci sò duie porte

È chjose ch'elle sò quesse

A chì c'entre ùn pò più sorte

### Tradizionale di Bustanico
Averia ancu cridutu

Chì u mare fussi seccu

E u fondu d'una casa

Principiessi pè u tettu

Nanzu ch'è d'abbandunà

Un amore cusì strettu.

Avertite à "Musulinu", chi hà tanta pretensione

S'ell'ùn hè più chè

Scimitu ch'ellu fia attenzione

Ch'ell'un appia da

Ingolle a pulenda di granone.

### Tradizionale di Sermano
À voi o madamicella

V'anu arapidu lu core

V'anu traditu cun un basgiu

Cum'è Ghjuda à lu Signore

Oghje vi facenu vive

Mezu à speranza è timore.